# João, Príncipe Herdeiro da Saxónia
João da Saxónia (24 de agosto de 1498 - 11 de janeiro de 1537), também conhecido por "João, o Jovem" ou "Hans da Saxónia" foi príncipe da Saxónia da linha albertina da Wettin.

## Primeiros anos
João era o filho mais velho do duque Jorge da Saxônia, e da sua esposa, a princesa Bárbara da Polônia, filha do rei Casimiro IV Jagelão da Polônia. Uma vez que o seu pai tinha uma boa relação com a família Habsburgo, João foi criado em Bruxelas, juntamente com o futuro imperador imperador romano-germânico Carlos V. João começou a participar muito cedo nos assuntos de governo do pai, mas não demorou a inclinar-se para a ociosidade e interessava-se mais por boa comida, álcool e festas.

## Casamento e morte
A 8 de março de 1505, Jorge acertou com o conde Guilherme II de Hesse o futuro casamento de João, na altura com sete anos de idade, com a filha de três anos do conde, Isabel. A princesa era irmã do conde Filipe I de Hesse. Guilherme recebeu 25 000 florins pelo casamento. A cerimónia celebrou-se no dia 20 de maio de 1516 em Kassel. Isabel era tendencialmente mais luterana e pouco depois do casamento entrou em conflito com o marido e a família dele que eram fortemente católicos. Diz-se que João convidou Martinho Lutero a visitá-lo, afirmando que, se o seu pai era contra ele, então quando chegasse ao trono iria ser a seu favor. Depois de se encontrar com Lutero e compreender que o fundador do luteranismo não iria viver mais do que o seu pai, João ficou cada vez mais melancólico, adoeceu e finalmente acabou por morrer.
Mesmo depois da morte de João, a sua esposa e o pai continuaram a ter confrontos devido a assuntos religiosos. Isabel deixou Dresden e mudou-se para Rochlitz, onde passou a estudar melhor o luteranismo.
Não nasceram filhos da união de João com Isabel. João foi enterrado na Catedral de Meissen.

## Genealogia
| João da Saxónia | Pai: Jorge da Saxônia   | Avô paterno: Alberto III, Duque da Saxónia  | Bisavô paterno: Frederico II, Eleitor da Saxônia |
| João da Saxónia | Pai: Jorge da Saxônia   | Avô paterno: Alberto III, Duque da Saxónia  | Bisavó paterna: Margarida da Áustria             |
| João da Saxónia | Pai: Jorge da Saxônia   | Avó paterna: Sidónia da Boémia              | Bisavô paterno: Jorge de Poděbrady               |
| João da Saxónia | Pai: Jorge da Saxônia   | Avó paterna: Sidónia da Boémia              | Bisavó paterna: Cunegundes de Sternberg          |
| João da Saxónia | Mãe: Bárbara da Polónia | Avô materno: Casimiro IV Jagelão da Polônia | Bisavô materno: Ladislau II Jagelão da Polónia   |
| João da Saxónia | Mãe: Bárbara da Polónia | Avô materno: Casimiro IV Jagelão da Polônia | Bisavó materna: Sofia de Halshany                |
| João da Saxónia | Mãe: Bárbara da Polónia | Avó materna: Isabel da Áustria              | Bisavô materno: Alberto II da Germânia           |
| João da Saxónia | Mãe: Bárbara da Polónia | Avó materna: Isabel da Áustria              | Bisavó materna: Isabel do Luxemburgo             |